# Дреговицька земля
Дреговицька земля — земля Української Народної Республіки. Адміністративно-територіальна одиниця найвищого рівня. Земський центр — місто Мозир. Заснована 6 березня 1918 року згідно з Законом «Про адміністративно-територіальний поділ України», що був ухвалений Українською Центральною Радою. Утворена з Мозирського, Річицького та Гомельського повітів, які перебували у складі України до січня 1919 року. Поділ на землі був скасований 29 квітня 1918 року гетьманом України Павлом Скоропадським, який повернув старий губернський поділ часів Російської імперії. 
На початку червня 1918 року замість Дреговицької землі була утворена Поліська округа, до складу якої увійшли Річицький, Мозирський та Пінський повіти, Гомельський повіт перейшов до Чернігівської губернії.